# Ochy Curiel
Rosa Ynés Curiel Pichardo (Santiago, República Dominicana; 15 de marzo de 1963), más conocida como Ochy Curiel, es una activista dominicana y teórica del feminismo latinoamericano y caribeño, antropóloga social y cantautora. Es portavoz del feminismo autónomo, lésbico, antirracista y decolonial. Se ha dicho de ella que “encarna todo lo contra hegemónico”.
Doctora en Antropología social, especialista en ciencias sociales y trabajadora social, Ochy Curiel es docente de la Universidad Nacional de Colombia (UNAL) y de la Universidad Javeriana. Como cantautora cuenta con dos producciones discográficas propias, es parte de la batucada feminista en Bogotá, La Tremenda Revoltosa y está en el equipo organizador del Festival Globale-Bogotá 2018, miradas críticas y emancipadoras.
Se inició en el activismo feminista en la década de 1980, contando con una larga trayectoria dentro de varios movimientos, como el afro-antirracista, el lésbico- feminista, además de pertenecer a la corriente autónoma feminista y al arte alternativo, con música propia.  Es una de las fundadoras del Grupo Latinoamericano de Estudio, Formación y Acción Feminista (GLEFAS) e integrante del Grupo Interdisciplinario de Estudios de Género (GIEG) de la Universidad Nacional de Colombia.
Se mueve del activismo autónomo al universo académico, defendiendo la creación teórica como consecuencia de la práctica política. En esta línea, ha publicado un sinnúmero de artículos sobre la imbricación de raza, sexo, sexualidad  y clase en revistas y libros nacionales e internacionales, donde se destaca su libro La Nación Heterosexual: Análisis del discurso jurídico y al régimen heterosexual desde la antropología de la dominación.  

## Biografía
Curiel nació el 15 de marzo de 1963 en Santiago, República Dominicana. Cursó su educación secundaria en el Politécnico Femenino Nuestra Señora de las Mercedes, y posteriormente se licenció en Trabajo Social en la Pontificia Católica Madre y Maestra de dicho país, en 1984. Continuó sus estudios con una especialización en Educación Superior en Ciencias Sociales en la Universidad Autónoma de Santo Domingo en 1995, y con una Maestría en Antropología Social en la Universidad Nacional de Colombia (UNAL), en Bogotá, obtenida en 2010.
Dentro de su carrera profesional se destaca su participación en la fundación del Grupo Latinoamericano de Estudio, Formación y Acción Feminista (GLEFAS) y en el Grupo Interdisciplinario de Estudios de Género (GIEG) de la Universidad Nacional de Colombia.
Desde la década de 1980, trabajó para los movimientos populares a través del Centro Dominicano de Estudios de la Educación, en Santo Domingo,  y trabajó en la organización no gubernamental (ONG) de mujeres denominada Ce.mujer en 1988, en el departamento de asesoría comunitaria y en la Escuela Nacional de Cooperativismo.
Comienza su activismo en República Dominicana, primero en el movimiento de mujeres a nivel general, luego en el feminista y luego en el movimiento de mujeres negras y afrodescendientes. Formó parte del colectivo antirracista y antisexista denominado La Casa por la Identidad de Mujeres Afro,  a finales de los 90, cuyo objetivo era reconocerse como mujeres negras y afros en una sociedad concebida como mestiza, que negaba el racismo, y así combatir contra las opresiones que afectaban a la mayoría de las mujeres afrodominicanas.
En seguida, Curiel fue una de las más activas participantes de la organización del Primer Encuentro de Mujeres Negras de América Latina y El Caribe. El mismo tuvo lugar entre el 19 y el 25 de julio de 1992 en Santo Domingo, y contó con la participación de más de 300 representantes de 32 países. En el mismo:

«...se interpeló a la sociedad que por quinientos años ha asimilado y reproducido el racismo y el sexismo, manteniendo relaciones de desigualdad entre las diferentes etnias y géneros; pero también al movimiento negro y demás organizaciones sociales y políticas de la región para que hagan suyas las reivindicaciones de las mujeres negras y les reconozcan el espacio que les corresponde en los diversos niveles de las organizaciones. Asimismo, desafió al movimiento feminista y de mujeres para que incluya la cuestión étnica/racial a sus análisis y propuestas políticas.»

Durante ese encuentro a su vez, participó de la creación de la Red de Mujeres Afro-latinas y Afro-caribeñas, cuyo principal objetivo fue articular estrategias regionales de lucha contra la discriminación específica de estas mujeres,  siempre articuladas desde una perspectiva feminista, “aunque la mayoría de las feministas no racializadas no abordaban el racismo, no visibilizaban a las mujeres afro.
Por esta misma época la autora empezó a politizar su lesbianismo al conocer la propuesta teórica-política del lesbianismo-feminista, y luego de haber participado en  la Cuarta Conferencia Mundial sobre la Mujer realizada en Beijing, en 1995, entendió la lógica neocolonial de estas conferencias y comenzó a construir, junto a otras compañeras, la corriente autónoma feminista, respondiendo así a la institucionalización de muchos movimientos feministas y su incorporación a las filas oficialistas de varios países.
Posteriormente, Curiel se mudó a México, a Brasil, y a Argentina. Fue una de las participantes en la primera marcha lesbiana de México, en 2003,  y en 2004, como cantautora fue invitada a la entrega número 18 de los Teddy Awards en Berlín, premio para películas con contenidos y protagonistas lesbianas, gais o trans.
En 2006 volvió a mudarse, esta vez a Colombia, donde comenzó a dictar dos cursos en la Escuela de Estudios de Género de la Universidad Nacional de Colombia: Teoría lésbico-feminista, y Racismo y Patriarcado. 
Durante esta época comenzó a interesarse en la teoría decolonial, como una propuesta que recogía buena parte de los feminismos críticos a los que pertenecía. La opción decolonial se constituye como una proposición crítica que considera la historia del continente latinoemericano y caribeño y su relación con la colonización y la colonialidad. En la actualidad, Curiel se asume como feminista decolonial. Entre sus compañeras más destacadas se encuentra Yuderkys Espinosa de la República Dominicana, con quien ha construido buena parte de su experiencia política y teórica.  
En 2009, formó parte del comité organizador (junto a junto a Mariana Pessah, Chuy Tinoco, Yuderkys Espinoza y Francesca Gargallo) del Primer Encuentro Feminista autónomo de Latinoamérica y el Caribe, titulado “Haciendo comunidad en la Casa de las Diferencias”, celebrado en México D.F del 12 al 15 de marzo,  y fue organizadora del X Encuentro Lésbico Feminista realizado en Colombia en el 2014 cuyo eje central fue "Miradas no fragmentadas de la opresión en las prácticas políticas del lesbianismo feminista de Abya Yala".  
En 2010 obtuvo su maestría en antropología social en la UNC, y fue coordinadora curricular de los postgrados en Estudios de Género (maestría y especialización) en la Escuela de Estudios de Género de la Universidad Nacional de Colombia. Posteriormente obtendría su doctorado en antropología social en esa misma casa.
Curiel ha viajado y dado numerosas conferencias en Latinoamérica y Caribe, Norteamérica y Europa, discutiendo sus teorías y propuestas de mundo. Su libro La Nación Heterosexual es sólo un colofón de sus múltiples investigaciones sobre el feminismo decolonial, antirracista, autónomo y lesbofeminista, y sus décadas de trabajo la posicionan como una de las más prominentes teóricas feministas afro-caribeñas de la actualidad.

## Teoría feminista
Curiel se caracteriza por siempre haber fomentado un feminismo activo, que saliera de la academia, de la Universidad y tomara parte en las calles y en las luchas cotidianas. En esta línea, para ella, el objetivo principal es la transformación social: «transformación social no es reforma, transformación social no es inclusión, transformación social es acabar con las desigualdades, todas las desigualdades.»
Para ella, la academia es el espacio para fomentar y desarrollar el pensamiento crítico, pero no uno donde se dé un proceso real de descolonización y por ende, de emancipación:

«…el conocimiento no puede solamente circular en la academia; yo creo que hay una responsabilidad nuestra de hacerlo circular en la mayoría de los espacios que podamos, sobre todo donde este conocimiento no llega, para que esto sirva para la conciencia crítica. Porque, ¿para qué sirve el conocimiento si no es para conocer la realidad? (…) Para eso debe servir un feminismo crítico, no puede quedarse en la academia, en los fondos de documentación y en las cabezas de algunas, tiene que circular y circular significa descentralizar el lenguaje, la escritura, las editoriales, las lenguas hegemónicas (…) Es una responsabilidad ética con la historia de este continente y con nuestras historias de colonización.»

Su perspectiva feminista se compone de tres elementos coexistentes y en permanente relación:

«Yo me posiciono entonces desde el feminismo antirracista, del lesbianismo feminista y del movimiento autónomo, y creo que eso no es casual. Yo siempre digo que no es casual que la mayoría de las autónomas seamos lesbianas feministas o que tengamos una posición antirracista, porque es desde estas posiciones que se puede articular un feminismo contrahegemónico y crítico. (…) Estas perspectivas, antirracista, lesbiana feminista y autónoma, son las que he siempre tenido desde que comencé y que han estado acompañándome en este feminismo.»

### Feminismo descolonial y antirracista
Curiel es exponente y una de las principales teóricas del feminismo descolonial, corriente que tiene su origen en las propuestas más críticas del feminismo. Partiendo de la comprensión de que la modernidad occidental fue posible gracias al colonialismo, la expansión del capitalismo y la instalación del racismo, la descolonización implica un «proceso de desenganche de todo síndrome colonial».  La autora, junto a otras compañeras, en un gesto claramente descolonial, en muchos de sus textos habla no ya de América Latina, sino de Abya Yala, como llamaron los pueblos Kunas a buena parte del continente y que muchos movimientos comenzaron a acuñar como un gesto de descolonización del lenguaje. 
Las interpretaciones de Curiel rescatan múltiples influencias. Por un lado, las pensadoras de los feminismos críticos en Abya Yala como las afrofeministas Yuderkys Espinosa, Sueli Carneiro, Leila Gonzáles, Angela Davis, bell hooks, Patricia Hill Collins, entre otras; las lesbianas feministas como Monique Wittig, Adrienne Rich, Audre Lorde; y por otro los aportes de teóricos de la opción de colonial como Aníbal Quijano, Nelson Maldonado, Agustín Lao Montes, y María Lugones, entre otros.
Para la autora, el feminismo a nivel global está atravesado, tanto en sus teorías como en sus prácticas políticas, por la colonialidad:

«Desde una historia contada de forma lineal y euronorcéntrica  se asume que el feminismo nace con la Revolución Francesa, como si antes de ese hecho en otros lugares que no son Europa,  las mujeres no se hubiesen opuesto al patriarcado.»

Según Curiel, la colonialidad se manifiesta en múltiples aspectos. El primero es la representación hegemónica universal de “la mujer” a partir de experiencias de mujeres europeas, blancas y de clase media, sin considerar otras existencias atravesadas por opresiones de raza, clase y sexualidad. Esto implica que esas “otras” mujeres sean representadas y estudiadas, entre otras cosas, como objetos y no como sujetos de su propia historia y experiencias particulares:

«las mujeres racializadas y sin privilegios de clase, como las indígenas y afrodescendientes, se constituían en “las otras” del feminismo de la región, asumidas como víctimas, como testimonios, irreconocidas en sus teorizaciones y epistemes, pero sí utilizadas como materia prima para la búsqueda de financiamientos y créditos académicos.»

Una segunda manifestación de la colonialidad del feminismo es la dependencia intelectual eurocéntrica de sus producciones teóricas: tanto en el ámbito académico como en el movimiento social, el feminismo latinoamericano y caribeño depende de lo producido en Europa y Estados Unidos, mientras que desde “el centro” las producciones latinoamericanas y caribeñas son escasamente conocidas o tenidas en cuenta.  Incluso, en el caso de las producciones feministas latinoamericanas o de otras latitudes que han logrado impactar en el feminismo del Norte, casi todas ha sido porque se encuentran o provienen de lugares privilegiados de la academia, mayormente norteamericana, a través de equipos de investigación específicos. De esta forma, «el internacionalismo o el transnacionalismo del feminismo es solo si se produce considerando a Europa y Estados Unidos como LAS referencias.»
Por último, la colonialidad queda de manifiesta en la separación entre teoría y práctica política. La primera, distinguida en el imaginario como “conocimiento puro” se ubica por sobre la segunda, tenida por “conocimiento político”, y ambas se conciben de formas separadas. Muchas veces la práctica política no se considera apta para ser objeto de consumo teórico o académico, por lo que la experiencia y el saber de incontables mujeres que no orbitan alrededor de la academia queda por fuera del “conocimiento oficial”, y al “sujeto” o la “sujeta”, que no tiene privilegios de raza, de clase, de sexualidad, de sexo, no se le reconozcan sus historias y relatos.
De esta forma, para Curiel la heterosexualidad es una expresión de la colonialidad contemporánea:

«Sostenemos que la heterosexualidad es un régimen político moderno/colonial, así como las instituciones en las que se sostiene, como la pareja monógama, la familia nuclear, la nacionalidad, la nación, los estados nacionales, la ciudadanía.»

En respuesta a esta realidad es que Curiel, entre otras teóricas, plantea la decolonialización feminista. En primera instancia supone comprender que el racismo, el heterosexismo y el clasismo son opresiones que operan de manera simultánea y son consustanciales con las de género en la existencia de las mujeres. Por ende no es válido contemplar la identidad como una simple sumatoria de elementos, sino como una coexistencia opresiones que son estructuradas a la vez que encarnadas: 

«En la medida que continuemos en la política de la inclusión, en la política de la identidad, sin complejizar eso, vamos a seguir segmentado, asumiendo que una lucha es mía y no tuya, y yo creo que eso es un error y sobre todo una intención que instaló la modernidad occidental.»

Por otra parte, para Curiel, la descolonización feminista también pasa por:

«retomar propuestas y postulados de las corrientes más críticas feministas que desuniversalizaban y desencializaban el sujeto del feminismo, que recuperaban las experiencias como productoras de conocimiento capaces de crear teoría, sobre todo conocimientos desde la subalternidad que cuestionaba la relación sujeto-objeto y las relaciones saber-poder.»

En síntesis, según la autora:

«Descolonizar para las feministas latinoamericanas y caribeñas supondrá superar el binarismo entre teoría y práctica pues le potenciaría para poder generar teorizaciones distintas, particulares, significativas que se han hecho en la región, que mucho puede aportar a realmente descentrar el sujeto euronorcéntrico y la subalternidad que el mismo feminismo latinoamericano reproduce en su interior, sino seguiremos analizando nuestras experiencias con los ojos imperiales, con la conciencia planetaria de Europea y Norteamericana que definen al resto del mundo como lo OTRO incivilizado y natural, irracional y no verdadero. Paralelamente el reto ético y político de las feministas europeas y norteamericanas implicará reconocer estas experiencias teóricas y políticas como parte del acervo y la genealogía feminista, pues solo así será posible un feminismo transnacional basado en la complicidad y solidaridad de muchas de las feministas que compartimos los mismos proyectos políticos de emancipación.»

### Institucionalización y autonomía
La perspectiva de autonomía del movimiento, que la autora fue una de las primeras afroamericanas en defender, nació a partir de la última década del siglo XX, década de entrada del neoliberalismo al continente de América Latina y El Caribe y del discurso de la igualdad, inclusión y la cooptación de mujeres por mecanismos y elementos estatales y multilaterales. Durante estos años, se generó una sensación de que realmente las poblaciones estaban participando en nuevos pactos sociales multiculturales, a tal punto que en diferentes países se llevaron a cabo procesos constituyentes para reformar Cartas Magnas para que fueran más “incluyentes y diversas”: iniciados por Brasil en 1988, luego Colombia en 1991, seguidos de Perú en 1992, Argentina en 1993, Ecuador en 1997 y Venezuela en 1999.
Todo este proceso condujo a la institucionalización de los movimientos sociales a través del surgimiento de las ONG, la injerencia de la cooperación internacional del Norte y la burocratización. Esta incorporación sin embargo, no transformó las estructuras de fondo:

«La política de la igualdad, al que muchas feministas (heterosexuales y lesbianas) entraron, instaló el discurso de más mujeres en el poder, pero no se ha cambiado la lógica; al contrario, se montaron en ese tren, algunas hasta manejan el tren pero el tren sigue en los rieles de siempre, en la misma dirección sexista, racista y clasista. (…) Eso no ha cambiado la situación de las mujeres ni ha potenciado al movimiento lésbico feminista. Sólo hay que ver fenómenos tan evidentes como el feminicidio, la pobreza creciente entre las mujeres, los avances de la derecha más recalcitrante. Es por tanto un discurso manoseado que no ha transformado nada.»

Es decir, para Curiel, el hecho de que existan cada vez más mujeres participando en diferentes espacios públicos, si bien es positivo, no es una expresión de que la subordinación de las mismas esté cambiando. Entonces el problema se desplaza de la existencia de la participación a la forma de la participación: a pesar de los discursos y las retóricas del “nuevo orden” que plantea aperturas, democracia y participación, lo que sucede es una confusión y un “maquillaje” de situaciones de subordinación para que simulen cambios, cuando en el fondo éstos no se han producido.
En el entendido de que era necesario retomar los principios fundamentales del feminismo, que lo hacían una propuesta real de transformación y no dejar desactivar discursos ni prácticas radicales o críticas para hacerlas más potables al sistema, Curiel junto a otras feministas latinoamericanas y caribeñas comenzaron a evidenciar esta situación que provocaba la pérdida de horizontes políticos más radicales y transformadores. Así se fue construyendo lo que se denominó la autonomía feminista latinoamericana:

«Experiencias como la de las Cómplices, Las Próximas, las Chinchetas, Mujeres Creando, Mujeres Rebeldes, Lesbianas feministas en Colectiva, el Movimiento del Afuera con sus obvias diferencias, desde República Dominicana hasta la Argentina han propuesto un feminismo excéntrico, del afuera, desde la frontera, comunitario, desde los márgenes como espacios posibles de construcción política desde la acción colectiva autogestionada y autónoma que produce teoría propia y un pensamiento descolonizador frente al eurocentrismo y a la teoría y perspectiva de género más conservadora y que cuestiona de fondo la relación saber-poder y la dependencia a las instituciones.»

### Lesbofeminismo
Curiel retoma los presupuestos del lesbofeminismo al dar cuenta de que la heterosexualidad no es una práctica sexual más, sino un régimen político hegemónico que afecta todas las relaciones sociales, en particular aquellas que construyen la nación. En este sentido, declararse y actuar desde el lesbianismo feminista atenta contra esta normativa, tanto en la práctica sexual como en la práctica política, pues supone una independencia de las mujeres en muchos órdenes, cuestionando la sexualidad legitimada, atentando a la dependencia económica en las familias nucleares y en el matrimonio heterosexual y saliendo de sus lógicas. Ser lesbiana es un acto subversivo de por sí:

«Mi lesbianismo es políticamente feminista porque no es sólo sexual, sino, como dice Adrianne Rich, es un continuum lesbiano: un acto político continuo que busca crear mundo de y entre mujeres. El feminismo me da las herramientas para intervenir políticamente como lesbiana. Es desde esta ubicación de feminista lesbiana que intervengo en los movimientos lésbico y de mujeres afrolatinoamericanas y afrocaribeñas. (…) La heterosexualidad como norma patriarcal avalada por lo jurídico, lo religioso, lo económico, ha implicado la explotación y subordinación de las mujeres. Eso lo ha demostrado el feminismo en sus diferentes corrientes.»

Ahora bien, la identidad lesbiana es para la autora un medio coyuntural, estratégico y no un fin en sí mismo, que permite el reconocimiento para con otras experiencias parecidas, pero que no cuestiona el orden establecido de fondo:

«Yo puedo sentirme orgullosamente lesbiana u orgullosamente negra, pero eso no necesariamente cuestiona la heterosexualidad como normativa o el racismo estructural. En ese sentido los movimientos construidos solo en torno a la identidad se quedan reducidos a la política de la diferencia, de la identidad, y esa política ahora está siendo la posible porque al sistema mismo le interesa en tanto lo suaviza, lo hace multicultural y diverso, y no toca las cuestiones de fondo.»

## La nación heterosexual
La Nación Heterosexual. Análisis del discurso jurídico y el régimen heterosexual desde la antropología de la dominación, es uno de los aportes teóricos más importantes de la autora. Fue editado por En la frontera (editorial del GLEFAS) y Brecha Lésbica, dos editoriales alternativas que buscan difundir pensamiento feminista crítico, y publicado en Bogotá en 2013. Retoma los aportes del lesbianismo feminista, como propuesta teórica política, así como de la antropología política y la teoría marxista, particularmente los aportes de  Antonio Gramsci sobre el concepto de hegemonía, para analizar cómo opera el paradigma de la heterosexualidad en la construcción de la Constitución colombiana de 1991.
Lo que ella titula como antropología de la dominación consiste en develar las formas, maneras, estrategias y discursos que van definiendo a ciertos grupos sociales como los  “otros” y “otras desde lugares de poder y dominación. Profundizando en las concepciones sobre mujer, hombre, familia, parentesco, nacionalidad, entre otras, La nación heterosexual muestra cómo este régimen heteronormativo está contenido en los discursos escritos y jurídicos tanto del texto constitucional colombiano, como en los argumentos emitidos por los y las constituyentes en la Asamblea Nacional Constituyente que dio origen a la Carta Magna. Ésta expresa el régimen heterosexual que niega los derechos mínimos y los espacios para las mujeres, especialmente para las lesbianas, por no depender de los hombres como clase y grupo social en ningún aspecto económico, social o simbólico.
Al analizar la materialización de esta normativa heterosexual en el contexto colombiano, la autora también da cuenta de la participación de muchas feministas en el proceso de la Asamblea Constituyente, que se movieron en la paradoja de demandar la igualdad, pero como grupo diferenciado, sin cuestionar el régimen heterosexual. Sumado a esto, presenta un análisis de las categorías  sociológicas “hombre” y “mujer” en el texto constitucional, la paradoja igualdad-diferencia, la concepción de ciudadanía en la modernidad y la concepción de familia, un pilar central en el régimen heterosexual desde dos dimensiones: horizontal, la alianza matrimonial y vertical, la filiación.
El Estado-nación-multicultural y pluricultural, contextualiza un cambio significativo en la región latinoamericana y que es recogido en la Constitución Política de Colombia de 1991, como en otras muchas constituciones de la región: el paso de la nación homogénea a la nación multicultural, que por un lado coloca en la palestra pública a sujetos y sujetas políticas que antes no estaban presentes en la construcción de la nación (como mujeres, indígenas y afros) y que gracias a sus luchas por el reconocimiento cobran cada vez más presencia, pero cuya política lleva muchas veces implícita la necesidad de reafirmar una autenticidad cultural que afecta a mujeres y lesbianas en el marco del régimen heterosexual.
Para Curiel, el régimen de la heterosexualidad está imbricado con el racismo, con el heterosexismo, con las políticas neocoloniales extractivas y de despojo, y analizarlo desde esta perspectiva debe ser un reto para todo movimiento social y propuesta crítica que luche por acabar con todas las desigualdades sociales.

## Obras

### Libros
- Ochy Curiel, María Galindo, Descolonización y despatriarcalización de y desde los feminismos de Abya Yala, ACSUR- Las Segovias, 2015.
- Ochy Curiel, La Nación Heterosexual. Análisis del discurso jurídico y el régimen heterosexual desde la antropología de la dominación, Bogotá, Ediciones En la Frontera- Brecha Lésbica, 2013.
- Ochy Curiel, Sabine Masson y Jules Falquet. (comps) Féminismes disidentes en Amérique Latine et aux Caraibes (Feminismos Disidentes de América Latina y El Caribe). Nouvelles Questions Feministes. Vol. 24, No.2/2005. Antipodes 7 Loussane/Paris. (Versión francés y español). ISBN 978-2-940-14663-5.
- Ochy Curiel y Jules Falquet (comps.) El Patriarcado al Desnudo. Tres Feministas Materialistas. Buenos Aires, Editorial Brecha Lésbica. 2005.
- Ochy Curiel y Jules Falquet. (eds.) De la Cama a la Calle. Perspectivas teóricas lésbico-feministas. Bogotá, Brecha Lésbica/Ediciones Antropos, 2006. ISBN 978-958-9307-61-8

### Artículos
- "Las políticas de las identidades y sus dilemas: esencialismo vs antiesencialismo." En: Derecho, interculturalidad y Resistencia Etnica. Eds: Diana Carrillo González. Santiago Patarroyo Rengifo. Universidad Nacional de Colombia. Departamento de Ciencia Política. Instituto de Investigaciones Jurídico-sociales Geraldo Molina. UNJUS. 2009. ISBN 978-958-719-276-6.
- "Superando la interseccionalidad de categorías por la construcción de un proyecto político feminista radical. Reflexiones en torno a las estrategias políticas de las mujeres afrodescendientes", en Peter Wade, Fernando Urrea y Mara Viveros (editores) Raza, etnicidad y sexualidades. Ciudadanía y multiculturalismo en América Latina. Bogotá: Universidad Nacional de Colombia, Facultad de Ciencias Humanas, Instituto CES, Escuela de Estudios de Género, 2008, pp. 461- 484. ISBN 978-958-8063-60-7
- "Critique postcoloniale et practiques politiques du feminismo antiraciste." En: Qui a peur du postcolonial? Dénis et controverses. Mouvements des idées et des luttes. La Découverte. No. 51. septemebre-octobre, 2007. Paris. ISBM 978-2-7071-5274-9; ISNN: 12.91-64 12.
- "La Crítica Poscolonial desde las Prácticas Políticas del Feminismo Antirracista." En: Colonialidad y Biopolítica en América Latina. Revista NOMADAS. No. 26. Instituto de Estudios Sociales Contemporáneos-Universidad Central. Bogotá. 2007. ISNN: 0121-7550.
- "El lesbianismo feminista en América latina y El Caribe: una propuesta política transformadora." América Latina en Movimiento. Mayo, 2007. Año XXXI, II época. Ecuador. ISSN: 1390-1230
- "La Red de Mujeres Afrolatinoamericanas y Afrocaribeñas: un intento de acción política transnacional atacado por la institucionalización", en Francis Pisani, Natalia Saltalamacchia, Arlene B. Tickner y Nielan Barnes (eds.), Redes transnacionales en la Cuenca de los Huracanes. Un aporte a los estudios interamericanos, México, ITAM-Miguel Ángel Porrúa, 2007, pp. 253-276. ISBN 978-970-701-918-8 8
- "Los Aportes de las afrodescendientes a la teoría y la práctica feminista. Desuniversalizando el sujeto “Mujeres”. En: Perfiles del Feminismo Iberoamericano, vol. III, Buenos Aires, Catálogos. 2007. ISBN 978-950-895-248-6
- "Los límites del género en la práctica política feminista y en las visiones académicas". Coloquio: ¿Es el género una categoría útil para las ciencias sociales? Escuela de Género. Universidad Nacional de Colombia. Bogotá. 2006.
- "La Ruta Pacífica de las Mujeres. en Colombia. Convirtiendo el dolor en solidaridades y esperanzas. Caja de Herramientas." Año 14. No.111. Bogotá. Diciembre de 2005. ISSN 01222759.
- "La Red de Mujeres afrolatinoamericanas y caribeñas: un intento de acción política transnacional atacada por la institucionalización". En: Natalia Saltalamacchia, Arlene Tickner et al. (eds.), Redes transnacionales en la Cuenca de los Huracanes. Un aporte al estudio de las relaciones interamericanas, México, Miguel Ángel Porrúa-ITAM, abril de 2007.
- "Identidades Esencialistas o Construcción de Identidades Políticas. El dilema de las Feministas Negras." En: Mujeres Desencadenantes. Los Estudios de Género en la República Dominicana al inicio del tercer Milenio. INTEC. 2005. República Dominicana. ISBN 99934-25-55-9.
- "La lutte politique des femmes face aux nouvelles formes de racisme. Vers une analyse de nos stratégies". Nouvelles Questions Féministes (en francés). Lausanne, Suiza: Ediciones Antípodas. 2002. ISSN 0248-4951.
- "Pour un féminisme qui articule race, classe, sexe et sexualité: Interview avec Ochy Curiel". Nouvelles Questions Féministes. Lausanne, Suiza: Ediciones Antipodes, 1999, pp. 39–62. ISSN 0248-4951.
- "Las mujeres afrodominicanas: interrelación de las variables género etnia y clase. una visión feminista." Ciencia y Sociedad. República Dominicana: Instituto Tecnológico de Santodomingo. Pp. 459–470. ISSN 0378-7680.